# Яснопілля (Березівський район)
Яснопі́лля — село Березівської міської громади у Березівському районі Одеської області в Україні. Населення становить 333 осіб.

## Населення
Згідно з переписом 1989 року населення села становило 371 особа, з яких 165 чоловіків та 206 жінок.
За переписом населення 2001 року в селі мешкали 333 особи.

### Мова
Розподіл населення за рідною мовою за даними перепису 2001 року:
| Мова       | Чисельність | Відсоток |
| ---------- | ----------- | -------- |
| українська | 303         | 90,99%   |
| російська  | 14          | 4,21%    |
| вірменська | 6           | 1,80%    |
| гагаузька  | 6           | 1,80%    |
| румунська  | 4           | 1,20%    |
| Усього     | 333         | 100%     |